# Typhlodromus zafari
Typhlodromus zafari är en spindeldjursart som beskrevs av Mohammad Nazeer Chaudhri 1965. Typhlodromus zafari ingår i släktet Typhlodromus och familjen Phytoseiidae. Inga underarter finns listade i Catalogue of Life.